# Ahmed El Kass
Ahmed Abdou Al Kass (arabe : أحمد الكأس), né le 8 juillet 1965 en Égypte, est un footballeur professionnel retraité égyptien évoluant au poste d'attaquant.

## Biographie
Il n'effectuera sa carrière que dans le Championnat d'Égypte de football où il jouera successivement pour les clubs d'Al Olympi et de Zamalek.
Avec l'équipe d'Égypte de football où il jouera entre 1987 et 1997, il fera la coupe du monde 90, et il sera capitaine pour la CAN 1996 où il marquera 3 buts.

## Palmarès

### International
- Coupe arabe de football : 1992
- Coupe du monde de football militaire : 1993

### En club
- Ligue des champions de la CAF : 1996 avec Zamalek
- Supercoupe de la CAF : 1996 avec Zamalek

### Individuel
- meilleur buteur du Championnat d'Égypte de football : 1991-92, 1992-93, 1993-94

## Parcours d'entraineur
- fév. 2007-2007 :  Al Olympi
- 2009-déc. 2009 :  Al Olympi
- 2010-2015 :  Asmadat Abo Ker
- oct. 2015-avr. 2016 :  Domyat
- 2016-nov. 2016 :  Quanah
- nov. 2016-jan. 2017 :  FC Masr
- depuis oct. 2017 :  Asmadat Abo Ker